# オスカル・ドス・サントス・エンボアバ・ジュニオール
オスカル・ドス・サントス・エンボアバ・ジュニオール（Oscar dos Santos Emboaba Júnior, 1991年9月9日 - ）は、ブラジル・サンパウロ州出身のサッカー選手。サンパウロFC所属。元ブラジル代表。ポジションはミッドフィールダー。
オスカー、オスカールと表記されることもある。

## 経歴

### クラブ
2004年からブラジルのウニオン・アグリーコラ・バルバレンセFCのユースチームでキャリアをスタートさせ、同年にサンパウロFCのユースチームに移籍。2008年にトップチーム昇格を果たした。2010年6月17日、SCインテルナシオナルに移籍。

#### チェルシー
2012年7月25日、ロンドンオリンピックを前にしてイングランドのチェルシーFCに移籍が決定。8月19日のウィガン・アスレティックFC戦にエデン・アザールと交代で出場し、プレミアデビューを果たした。9月19日のユヴェントスFC戦ではUEFAチャンピオンズリーグ初出場を飾ると、チェルシーの全2得点を挙げる活躍をみせた。特に巧みなターンからゴール隅にミドルシュートを決めた2得点目は監督のロベルト・ディ・マッテオや相手GKのジャンルイジ・ブッフォンからも称賛を受けた。FIFAクラブワールドカップ2012にも出場し準決勝CFモンテレイ戦では先制点に繋がる素晴らしいヒールパスを披露し決勝SCコリンチャンス戦でも途中出場し試合終了間際にフェルナンド・トーレスに絶妙な縦パスを出すもオフサイドになってしまいチームも0-1で敗れた。2014-15シーズンからニューヨーク・シティFCに加入することが決まったフランク・ランパードの後を継ぎ背番号8番を着用することが決定した。

#### 上海上港
2016年12月22日、中国･スーパーリーグの上海上港へ移籍することでクラブ間合意に達したことを公式サイトで発表した。移籍金6000万ユーロ はアジアのクラブで発生した金額として歴代最高額。同じく中国スーパーリーグに移籍したカルロス・テベス、エセキエル・ラベッシに次ぐ世界3位、もしくは世界4位の年俸とされる。
2017年6月18日、アウェイの広州富力戦でボールを故意に相手選手に蹴りつけたとして乱闘騒ぎになり、オスカル自身も8試合の出場停止処分を受けた。

### 代表
ブラジル代表として2011南米ユース選手権に出場し、チームの優勝に貢献した。ロンドンオリンピックでは全7試合に出場し銀メダル獲得に貢献した。
A代表では、2011年9月14日のアルゼンチンとの親善試合でデビュー。2012年6月9日の同じくアルゼンチンとの親善試合で代表初得点を挙げた。2014年母国ブラジル開催のワールドカップのメンバーに選出され、開幕戦クロアチア戦、ドイツ戦でゴールを決めた。また大会のベストイレブンに選ばれた。
中国リーグに参戦した2017年以降はブラジル代表には招集されておらず、2020年に入り、オスカルは中国のメディアのインタビューで、「ルールが改正されたら」という条件付きながら、中国代表入りに意欲的な受け答えをしたと言われている。

## エピソード
- 妻のルドミラ夫人は日系人。ゴールを決めると必ず妻の名前頭文字のLを指で表現してゴールを捧げている[16]。
- 上海上港を退団する際には上海での生活について「生活の質は世界有数だ。子供は安全を心配することなく学校へ行き、バスで家に帰ってこられる。好きなだけ外出できる。ここには麻薬が蔓延していない。」とコメントした[17]。

## 個人成績
| クラブ             | シーズン | リーグ   | リーグ戦 | リーグ戦 | カップ戦 | カップ戦 | リーグ杯 | リーグ杯 | 国際大会 | 国際大会 | その他 | その他 | 合計 | 合計 |
| クラブ             | シーズン | リーグ   | 出場     | 得点     | 出場     | 得点     | 出場     | 得点     | 出場     | 得点     | 出場   | 得点   | 出場 | 得点 |
| ------------------ | -------- | -------- | -------- | -------- | -------- | -------- | -------- | -------- | -------- | -------- | ------ | ------ | ---- | ---- |
| サンパウロ         | 2008     | セリエA  | 0        | 0        | 0        | 0        | -        | -        | 1        | 0        | -      | -      | 1    | 0    |
| サンパウロ         | 2009     | セリエA  | 11       | 0        | 0        | 0        | -        | -        | 1        | 0        | 1      | 0      | 13   | 0    |
| サンパウロ         | 通算     | 通算     | 11       | 0        | 0        | 0        | 0        | 0        | 2        | 0        | 1      | 0      | 14   | 0    |
| インテルナシオナル | 2010     | セリエA  | 5        | 0        | 0        | 0        | -        | -        | 0        | 0        | 1      | 0      | 6    | 0    |
| インテルナシオナル | 2011     | セリエA  | 26       | 10       | 0        | 0        | -        | -        | 6        | 3        | 12     | 0      | 44   | 13   |
| インテルナシオナル | 2012     | セリエA  | 5        | 1        | 0        | 0        | -        | -        | 6        | 1        | 9      | 4      | 20   | 6    |
| インテルナシオナル | 通算     | 通算     | 36       | 11       | 0        | 0        | 0        | 0        | 12       | 4        | 22     | 4      | 70   | 19   |
| チェルシー         | 2012-13  | プレミア | 34       | 4        | 7        | 2        | 5        | 0        | 15       | 6        | 3      | 0      | 64   | 12   |
| チェルシー         | 2013-14  | プレミア | 33       | 8        | 3        | 2        | 0        | 0        | 10       | 1        | 1      | 0      | 47   | 11   |
| チェルシー         | 2014-15  | プレミア | 28       | 6        | 2        | 0        | 4        | 1        | 7        | 0        | -      | -      | 41   | 7    |
| チェルシー         | 2015-16  | プレミア | 27       | 3        | 4        | 3        | 1        | 0        | 7        | 2        | 1      | 0      | 40   | 8    |
| チェルシー         | 2016-17  | プレミア | 9        | 0        | 0        | 0        | 2        | 0        | -        | -        | -      | -      | 11   | 0    |
| チェルシー         | 通算     | 通算     | 131      | 21       | 16       | 7        | 12       | 1        | 39       | 9        | 5      | 0      | 203  | 38   |
| 上海上港           | 2017     | 中国超級 | 22       | 3        | 6        | 3        | -        | -        | 12       | 3        | -      | -      | 40   | 9    |
| 上海上港           | 2018     | 中国超級 | 29       | 12       | 3        | 0        | -        | -        | 8        | 4        | -      | -      | 40   | 16   |
| 上海上港           | 2019     | 中国超級 | 28       | 9        | 3        | 2        | -        | -        | 10       | 3        | 1      | 0      | 42   | 14   |
| 上海上港           | 2020     | 中国超級 | 16       | 5        | 1        | 1        | -        | -        | 6        | 0        | -      | -      | 23   | 6    |
| 上海海港           | 2021     | 中国超級 | 22       | 5        | 3        | 0        | -        | -        | 0        | 0        | -      | -      | 25   | 5    |
| 上海海港           | 2022     | 中国超級 | 3        | 1        | 2        | 1        | -        | -        | -        | -        | -      | -      | 5    | 2    |
| 上海海港           | 2023     | 中国超級 | 17       | 5        | 1        | 0        | -        | -        | -        | -        | -      | -      | 18   | 5    |
| 上海海港           | 通算     | 通算     | 137      | 40       | 19       | 7        | 0        | 0        | 36       | 10       | 1      | 0      | 193  | 57   |
| 総通算             | 総通算   | 総通算   | 315      | 72       | 35       | 14       | 12       | 1        | 89       | 23       | 29     | 4      | 480  | 114  |

## 代表歴

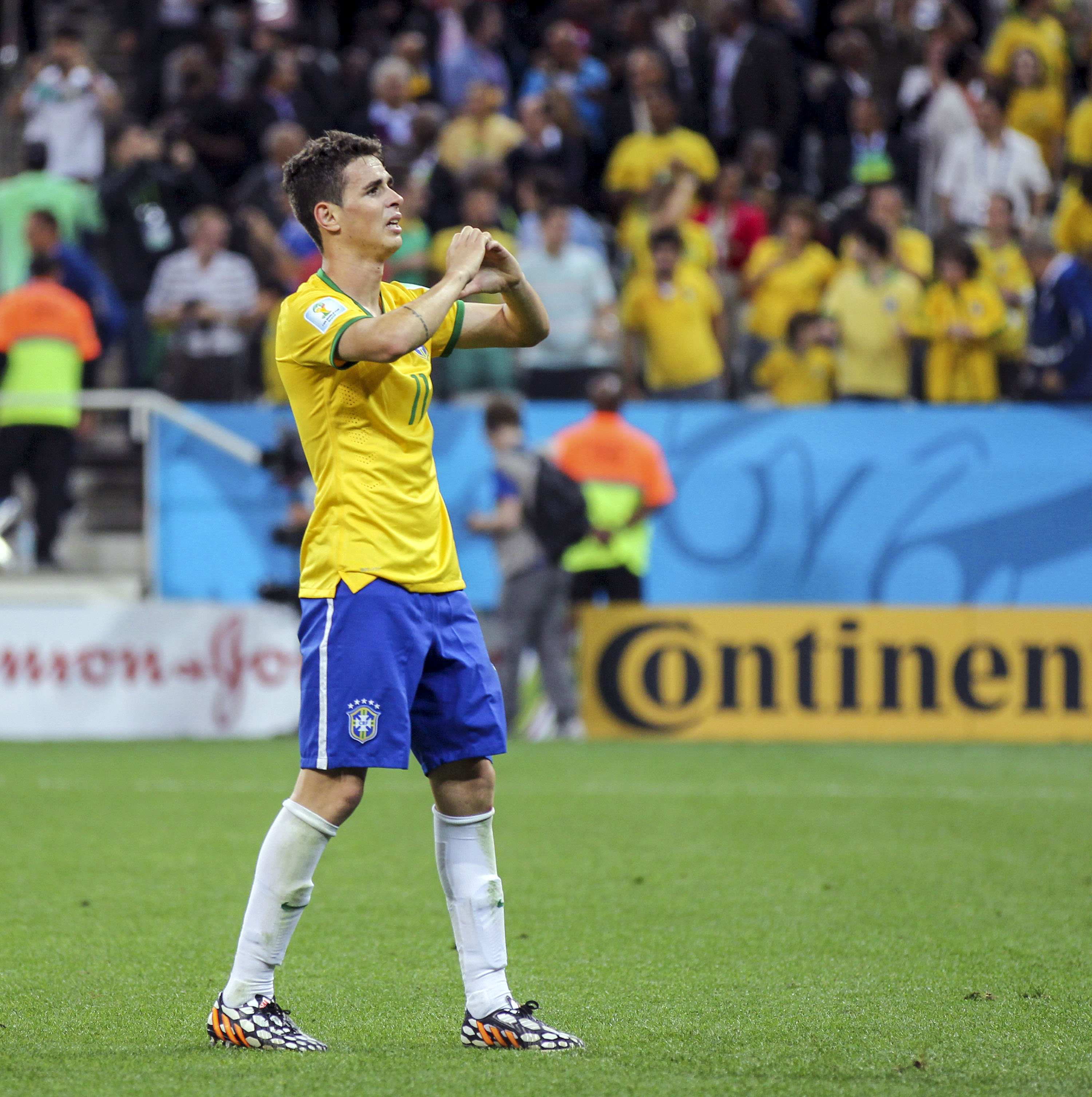
2014 FIFAワールドカップ、クロアチア戦での得点を喜ぶオスカル

### 出場大会
- U-20ブラジル代表
  - 2011年 - FIFA U-20ワールドカップ (優勝)
- U-23ブラジル代表
  - 2012年 - ロンドンオリンピック (銀メダル)
- ブラジル代表
  - 2013年 - FIFAコンフェデレーションズカップ (優勝)
  - 2014年 - FIFAワールドカップ (4位)

### 試合数
- 国際Aマッチ 47試合 12得点（2011年-2015年）[18]

| ブラジル代表 | 国際Aマッチ | 国際Aマッチ |
| 年           | 出場        | 得点        |
| ------------ | ----------- | ----------- |
| 2011         | 2           | 0           |
| 2012         | 10          | 4           |
| 2013         | 15          | 4           |
| 2014         | 16          | 3           |
| 2015         | 4           | 1           |
| 通算         | 47          | 12          |

### 得点
| #   | 開催年月日     | 開催地               | 対戦国           | スコア | 結果 | 試合概要                |
| --- | -------------- | -------------------- | ---------------- | ------ | ---- | ----------------------- |
| 1.  | 2012年6月9日   | イーストラザフォード | アルゼンチン     | 2-2    | 3-4  | 親善試合                |
| 2.  | 2012年9月10日  | レシフェ             | 中華人民共和国   | 8-0    | 8-0  | 親善試合                |
| 3.  | 2012年10月11日 | マルメ               | イラク           | 1-0    | 6-0  | 親善試合                |
| 4.  | 2012年10月11日 | マルメ               | イラク           | 2-0    | 6-0  | 親善試合                |
| 5.  | 2013年3月21日  | ジュネーヴ           | イタリア         | 0-2    | 2-2  | 親善試合                |
| 6.  | 2013年6月9日   | ポルト・アレグレ     | フランス         | 1-0    | 3-0  | 親善試合                |
| 7.  | 2013年10月12日 | ソウル               | 韓国             | 0-2    | 0-2  | 親善試合                |
| 8.  | 2013年10月15日 | 北京                 | ザンビア         | 1-0    | 2-0  | 親善試合                |
| 9.  | 2014年3月5日   | ヨハネスブルグ       | 南アフリカ共和国 | 0-1    | 5-0  | 親善試合                |
| 10. | 2014年6月12日  | サンパウロ           | クロアチア       | 3-1    | 3-1  | 2014 FIFAワールドカップ |
| 11. | 2014年7月8日   | ベロオリゾンテ       | ドイツ           | 1-7    | 1-7  | 2014 FIFAワールドカップ |
| 12. | 2015年3月26日  | サン＝ドニ           | フランス         | 1-1    | 1-3  | 親善試合                |

## タイトル

### クラブ
SCインテルナシオナル
- レコパ・スダメリカーナ：1回 (2011)
- カンピオナート・ガウショ：2回 (2011, 2012)

チェルシーFC
- UEFAヨーロッパリーグ：1回 (2012-13)
- フットボールリーグカップ：1回 (2014-15)
- プレミアリーグ：1回 (2014-15)

上海海港
- 中国超級リーグ：1回 (2018)
- 中国FAスーパーカップ：1回　(2019)

### 代表
U-19ブラジル代表
- 仙台カップ国際ユースサッカー大会：1回 (2010)

U-20ブラジル代表
- 南米ユース選手権：1回 (2011)
- FIFA U-20ワールドカップ：1回 (2011)

U-23ブラジル代表
- ロンドンオリンピック銀メダル：1回 (2012)

ブラジル代表
- FIFAコンフェデレーションズカップ：1回 (2013)

### 個人
- FIFAワールドカップ ベストイレブン：1回 (2014)